# Charles Allieu Matthew Campbell
Charles Allieu Matthew Campbell (ur. 25 stycznia 1961 w Njala) – duchowny katolicki z Sierra Leone, biskup Bo od 2011.

## Życiorys

### Prezbiterat
Święcenia kapłańskie otrzymał 9 kwietnia 1986 i został inkardynowany do archidiecezji Freetown i Bo. Po kilkuletnim stażu wikariuszowskim został rektorem niższego seminarium. W latach 1990–1992 studiował w Nigerii, zaś po powrocie do kraju pełnił funkcje wykładowcy seminarium w Makeni i ojca duchownego uczelni w Freetown.

### Episkopat
15 stycznia 2011 papież Benedykt XVI mianował go pierwszym biskupem nowej diecezji Bo. Sakry biskupiej udzielił mu 7 maja 2011 ówczesny nuncjusz apostolski w Sierra Leone - arcybiskup tytularny Sulci George Antonysamy.